# Eriosorus lindigii
Eriosorus lindigii là một loài thực vật có mạch trong họ Adiantaceae. Loài này được (Mett.) Vareschi miêu tả khoa học đầu tiên năm 1969.